# アトミック・ブロンド
『アトミック・ブロンド』（原題：Atomic Blonde）は、2017年にアメリカ合衆国で公開されたアクション映画である。監督はデヴィッド・リーチ、主演はシャーリーズ・セロンが務めた。本作はアンソニー・ジョンストンとサム・ハートが2012年に発表したグラフィックノベル『The Coldest City』を原作としている。

## 概略
ベルリンの壁崩壊が迫った1989年秋。MI6は潜伏中のスパイを殺害した謎の組織を崩壊させるべく、ローレン・ブロートンをベルリンへ急行させた。組織の命令でデヴィッド・パーシヴァル（MI6ベルリン支部の責任者）とタッグを組むことになったブロートンは、彼と対立しながらも、驚くべきコンビネーションを発揮し始める。こうして、2人は東側陣営の脅威に立ち向かっていく。

## キャスト
※括弧内は日本語吹替
- ローレン・ブロートン - シャーリーズ・セロン（本田貴子）

腕利きのスパイ。
- デヴィッド・パーシヴァル - ジェームズ・マカヴォイ（内田夕夜）

ベルリンに潜入中のMI6のスパイ。ロレーンの任務に協力する。
- エメット・カーツフェルド - ジョン・グッドマン（楠見尚己）

CIAのエージェント。
- 時計屋 - ティル・シュヴァイガー（岩城泰司）

MI6の協力者。
- スパイグラス - エディ・マーサン（蓮岳大）

シュタージから離反したスパイ。
- デルフィーヌ・ラサール - ソフィア・ブテラ（鷄冠井美智子）

DGSEのエージェント。ローレンと恋に落ちる。
- エリック・グレイ - トビー・ジョーンズ（後藤哲夫）

ローレンの上司。
- アレクサンドル・ブレモヴィッチ - ローランド・ムーラー（金尾哲夫）

ロシアの上位工作員。
- ユーリ・バクティン － ヨハネス・ヨハンソン（藤井隼）

KGBの暗殺者。
- KGBエージェント - ダニエル・バーンハード
- C - ジェームズ・フォークナー

MI6の責任者。
- メルケル - ビル・スカルスガルド（駒田航）

ローレンの助手。
- ジェームズ・ガスコイン - サム・ハーグレイブ

殺されたMI6のエージェント。
- 検視官 - バルバラ・スコヴァ

## 製作
2015年5月、アンソニー・ジョンストンとサム・ハートのグラフィックノベル『The Coldest City』の映画化が発表された。シャーリーズ・セロンは2010年の時点で同作の完成稿を入手しており、その映画化は彼女にとって「入魂のプロジェクト」であったと伝えられている。『ジョン・ウィック』の出来映えが印象に残っていたセロンはデヴィッド・リーチを監督に起用する決断を下した。リーチは本作と『ジョン・ウィック:チャプター2』のどちらを優先すべきか悩んだが、最終的に本作を優先することにした。セロンによると、主演作『マッドマックス 怒りのデス・ロード』の興行的成功が本作を製作する上で大いに役立ったのだという。映画化に際して、原作にはなかったバイセクシャルの要素が盛り込まれたが、これはカート・ジョンスタッドのアイデアであった。「どうすればこの作品を他のスパイ映画と差異化できるか」という難問に頭を抱えていたセロンは、この提案を直ちに採用した。リーチはバイセクシャルなシーンに関して「あれらは観客を挑発するためのシーンではありません。『スパイであれば情報を得るために何でもするだろう』ということを表現したのです。」と語っている。
2015年10月、ジェームズ・マカヴォイが本作に出演すると報じられた。11月、ジョン・グッドマンに出演オファーが出ているとの報道があった。当初、エメット・カーツフェルド役にはデヴィッド・ボウイを起用する予定だったが、死の直前にオファーを断られた。
ロレイン・ブロートンを演じるに当たって、セロンは8人のトレーナーと共にトレーニングを重ねた。それは非常に過酷なもので、トレーニング中に歯を食いしばっていたところ、セロンの歯が折れてしまうほどだったのだという。なお、偶然にもセロンのトレーニング期間と『ジョン・ウィック:チャプター2』出演のためのキアヌ・リーブスのトレーニング期間が重なったため、2人は切磋琢磨しながらトレーニングすることができた。リーブスはセロンのスパーリング相手も引き受けたと報じられている。

### 撮影
2015年11月22日、本作の主要撮影がハンガリーのブダペストで始まった。なお、撮影はベルリンでも行われた。

### サウンドトラック
リーチはBGMにも細心の注意を払っていた。「冷戦期のスパイを主人公とした映画は汗牛充棟である。どうすればそこに新鮮さを出せるのか」という問いに悩み抜いた結果、本作のサウンドトラックには1980年代のヒット曲及びそのカバーが収録されることとなった。カバー曲も収録したのは、1980年代的な雰囲気を維持しつつ、そこに現代的な雰囲気を足すためであった。使用権の獲得交渉が難航する可能性が懸念されていたが、当初予定の4分の3の楽曲の使用許可を取り付けることができた。

## 公開
当初、本作は2017年8月11日に全米公開される予定だったが、後に同年7月28日に公開日が前倒しされた。
2017年3月12日、本作はサウス・バイ・サウスウエスト映画祭でプレミア上映された。

## 興行収入
本作は『絵文字の国のジーン』と同じ週に公開され、公開初週末に2000万ドルを稼ぎ出すと予想されていたが、実際の数字はこれを下回るものであった。2017年7月28日、本作は全米3304館で封切られ、公開初週末に1828万ドルを稼ぎだし、週末興行収入ランキング初登場3位となった。

## 評価
本作は批評家から好意的に評価されている。映画批評集積サイトのRotten Tomatoesには255件のレビューがあり、批評家支持率は76%、平均点は10点満点で6.5点となっている。サイト側による批評家の見解の要約は「『アトミック・ブロンド』のストーリーは主役のインパクトの前に埋もれているという感がある。しかし、スタイリッシュなアクションシーンとシャーリーズ・セロンという極めて魅力的なスターのお陰で、その欠点は相殺されている。」となっている。また、Metacriticには50件のレビューがあり、加重平均値は63/100となっている。なお、本作のCinemaScoreはBとなっている。